# Somalia i olympiska sommarspelen 1996
Somalia deltog i de olympiska sommarspelen 1996 med en trupp bestående av fyra deltagare, men ingen av landets deltagare erövrade någon medalj.

## Friidrott
Herrar
| Friidrottare         | Gren                  | Heat omgång 1 | Heat omgång 1 | Heat omgång 2 | Heat omgång 2 | Semifinal        | Semifinal        | Final            | Final            |
| Friidrottare         | Gren                  | Tid           | Placering     | Tid           | Placering     | Tid              | Placering        | Tid              | Placering        |
| -------------------- | --------------------- | ------------- | ------------- | ------------- | ------------- | ---------------- | ---------------- | ---------------- | ---------------- |
| Ibrahim Mohamed Aden | Herrarnas 800 meter   | 1:47.31       | 24            | N/A           | N/A           | Gick inte vidare | Gick inte vidare | Gick inte vidare | Gick inte vidare |
| Abdi Bile            | Herrarnas 1 500 meter | 3:42.32       | 23 Q          | N/A           | N/A           | 3:33.30          | 3 Q              | 3:38.03          | 6                |
| Aboukar Hassan Adani | Herrarnas 5 000 meter | 15:19.80      | 36            | N/A           | N/A           | Gick inte vidare | Gick inte vidare | Gick inte vidare | Gick inte vidare |
| Abdi Isak            | Herrarnas maraton     | N/A           | N/A           | N/A           | N/A           | N/A              | N/A              | 2:59:55          | 110              |